# Пиетроаса (Валча)
Пиетроаса (рум. Pietroasa) насеље је у Румунији у округу Валча у општини Ваља Маре. Oпштина се налази на надморској висини од 228 m.

## Становништво
Према подацима из 2002. године у насељу је живело 243 становника, од којих су сви румунске националности.